# Suối Nghệ
Suối Nghệ là một xã thuộc huyện Châu Đức, tỉnh Bà Rịa – Vũng Tàu, Việt Nam.

## Địa lý
Xã Suối Nghệ nằm ở phía nam huyện Châu Đức, có vị trí địa lý:
- Phía đông giáp các xã Bình Ba và Đá Bạc
- Phía tây giáp thị xã Phú Mỹ
- Phía nam giáp xã Nghĩa Thành
- Phía bắc giáp các xã Bình Ba và Láng Lớn.

Xã có diện tích 24,42 km², dân số năm 1999 là 11.894 người, mật độ dân số đạt 487 người/km².

## Lịch sử
Sau năm 1975, xã Suối Nghệ thuộc huyện Châu Thành cũ.
Ngày 1 tháng 2 năm 1985, Hội đồng Bộ trưởng ban hành Quyết định 24-HĐBT. Theo đó, chia xã Suối Nghệ thành hai xã Suối Nghệ và Nghĩa Thành.
Ngày 2 tháng 6 năm 1994, xã Suối Nghệ thuộc huyện Châu Đức mới thành lập.